# Mistrovství světa ve fotbale hráčů do 20 let 2007
Mistrovství světa ve fotbale hráčů do 20 let 2007 bylo 16. ročníkem tohoto turnaje a konalo se v Kanadě v období od 30. června do 22. července. Turnaj, pořádaný pod patronací FIFA byl šestnáctým v pořadí a odehrával se ve městech: Toronto, Edmonton, Montreal, Ottawa, Victoria a Burnaby. Vítězem se stala argentinská fotbalová reprezentace do 20 let.

## Stadiony
| \| Burnaby \| Edmonton \| Montreal \| \| ------------------- \| -------------------- \| ------------------- \| \| Swangard Stadium \| Commonwealth Stadium \| Olympijský stadion \| \| Kapacita: 10 000 \| Kapacita: 60 081 \| Kapacita: 65 255 \| \| \| \| \| \| Ottawa \| Toronto \| Victoria \| \| Frank Clair Stadium \| BMO Field \| Royal Athletic Park \| \| Kapacita: 26 559 \| Kapacita: 20 195 \| Kapacita: 14 500 \| \| \| \| \| |                      |                     |
| Burnaby | Edmonton             | Montreal            |
| Swangard Stadium | Commonwealth Stadium | Olympijský stadion  |
| Kapacita: 10 000 | Kapacita: 60 081     | Kapacita: 65 255    |
| |                      |                     |
| Ottawa | Toronto              | Victoria            |
| Frank Clair Stadium | BMO Field            | Royal Athletic Park |
| Kapacita: 26 559 | Kapacita: 20 195     | Kapacita: 14 500    |
| |                      |                     |

## Kvalifikace
Na závěrečný turnaj se kromě hostitelské země kvalifikovalo dalších 23 reprezentací z celého světa. Skupiny byly rozlosovány 3. března 2007 v Torontu.
| Confederace                                   | Turnaj kvalifikace                                        | Kvalifikovaní                                       |
| --------------------------------------------- | --------------------------------------------------------- | --------------------------------------------------- |
| AFC (Asie)                                    | Mistrovství Asie ve fotbale hráčů do 19 let 2006          | Japonsko Jordánsko Jižní Korea Severní Korea        |
| CAF (Afrika)                                  | Mistrovství Afriky ve fotbale hráčů do 20 let 2007        | Kongo Gambie Nigérie Zambie                         |
| CONCACAF (Severní, Střední Amerika & Karibik) | Mistrovství ve fotbale zemí CONCACAF hráčů do 20 let 2007 | Kostarika Mexiko Panama USA                         |
| CONMEBOL (Jižní Amerika)                      | Mistrovství Jižní Ameriky ve fotbale hráčů do 20 let 2007 | Argentina Brazílie Chile Uruguay                    |
| OFC (Oceánie)                                 | Mistrovství Oceánie ve fotbale hráčů do 20 let 2007       | Nový Zéland                                         |
| UEFA (Evropa)                                 | Mistrovství Evropy ve fotbale hráčů do 19 let 2006        | Rakousko Česko Polsko Portugalsko Skotsko Španělsko |
| Hostující země                                | Hostující země                                            | Kanada                                              |

## Skupiny
| Vysvětlivky | Vysvětlivky                                                                                    |
| ----------- | ---------------------------------------------------------------------------------------------- |
|             | První dva týmy z každé skupiny a čtyři nejlepší týmy na třetích místech postoupily do play off |

### Skupina A
| Tým      | B | Z | V | R | P | VG | OG | +/- |
| -------- | - | - | - | - | - | -- | -- | --- |
| Chile    | 7 | 3 | 2 | 1 | 0 | 6  | 0  | +6  |
| Rakousko | 5 | 3 | 1 | 2 | 0 | 2  | 1  | +1  |
| Kongo    | 4 | 3 | 1 | 1 | 1 | 3  | 4  | −1  |
| Kanada   | 0 | 3 | 0 | 0 | 3 | 0  | 6  | −6  |

| 1. července 2007 19:45 EDT 23:45 UTC |                                                    |                                     |                                                       |
| Kanada                               | 0 – 3                                              | Chile                               | National Soccer Stadium, Toronto Počet diváků: 20 195 |
|                                      | Report Archivováno 28. 7. 2012 na Wayback Machine. | Medina 25' Carmona 54' Grondona 81' | National Soccer Stadium, Toronto Počet diváků: 20 195 |

| 2. července 2007 17:45 MDT 23:45 UTC |                                                    |           |                                                     |
| Kongo                                | 1 – 1                                              | Rakousko  | Commonwealth Stadium, Edmonton Počet diváků: 19 899 |
| Ibara 59' (pen.)                     | Report Archivováno 22. 8. 2011 na Wayback Machine. | Hoffer 7' | Commonwealth Stadium, Edmonton Počet diváků: 19 899 |

| 5. července 2007 17:45 MDT 23:45 UTC |                                                    |        |                                                     |
| Rakousko                             | 1 – 0                                              | Kanada | Commonwealth Stadium, Edmonton Počet diváků: 31 579 |
| Okotie 47'                           | Report Archivováno 19. 8. 2012 na Wayback Machine. |        | Commonwealth Stadium, Edmonton Počet diváků: 31 579 |

| 5. července 2007 20:30 MDT 02:30 UTC |                                                    |       |                                                     |
| Chile                                | 3 – 0                                              | Kongo | Commonwealth Stadium, Edmonton Počet diváků: 30 352 |
| Sánchez 49' Medina 75' Vidal 82'     | Report Archivováno 20. 7. 2012 na Wayback Machine. |       | Commonwealth Stadium, Edmonton Počet diváků: 30 352 |

| 8. července 2007 18:00 MDT 00:00 UTC |                                                    |                         |                                                     |
| Kanada                               | 0 – 2                                              | Kongo                   | Commonwealth Stadium, Edmonton Počet diváků: 32 058 |
|                                      | Report Archivováno 28. 8. 2012 na Wayback Machine. | Ngakosso 26' Ikouma 60' | Commonwealth Stadium, Edmonton Počet diváků: 32 058 |

| 8. července 2007 20:00 EDT 00:00 UTC |                                                    |          |                                                       |
| Chile                                | 0 – 0                                              | Rakousko | National Soccer Stadium, Toronto Počet diváků: 19 526 |
|                                      | Report Archivováno 19. 8. 2011 na Wayback Machine. |          | National Soccer Stadium, Toronto Počet diváků: 19 526 |

### Skupina B
| Tým       | B | Z | V | R | P | VG | OG | +/- |
| --------- | - | - | - | - | - | -- | -- | --- |
| Španělsko | 7 | 3 | 2 | 1 | 0 | 8  | 5  | +3  |
| Zambie    | 4 | 3 | 1 | 1 | 1 | 4  | 3  | +1  |
| Uruguay   | 4 | 3 | 1 | 1 | 1 | 3  | 4  | −1  |
| Jordánsko | 1 | 3 | 0 | 1 | 2 | 3  | 6  | −3  |

| 1. července 2007 14:15 PDT 21:15 UTC |                                                   |                 |                                                |
| Jordánsko                            | 1 – 1                                             | Zambie          | Swangard Stadium, Burnaby Počet diváků: 10 000 |
| Abdullah Deeb 41'                    | Report Archivováno 6. 5. 2011 na Wayback Machine. | Tembo 8' (pen.) | Swangard Stadium, Burnaby Počet diváků: 10 000 |

| 1. července 2007 17:00 PDT 00:00 UTC |                                                    |                       |                                                |
| Španělsko                            | 2 – 2                                              | Uruguay               | Swangard Stadium, Burnaby Počet diváků: 10 000 |
| Adrián López 71' Capel 90+3'         | Report Archivováno 22. 7. 2011 na Wayback Machine. | Cavani 47' Suárez 56' | Swangard Stadium, Burnaby Počet diváků: 10 000 |

| 4. července 2007 17:00 PDT 00:00 UTC |                                                    |           |                                                |
| Uruguay                              | 1 – 0                                              | Jordánsko | Swangard Stadium, Burnaby Počet diváků: 10 000 |
| Cavani 40'                           | Report Archivováno 27. 7. 2011 na Wayback Machine. |           | Swangard Stadium, Burnaby Počet diváků: 10 000 |

| 4. července 2007 19:45 PDT 02:45 UTC |                                                     |                                  |                                                |
| Zambie                               | 1 – 2                                               | Španělsko                        | Swangard Stadium, Burnaby Počet diváků: 10 000 |
| Njobvu 74'                           | Report Archivováno 30. 12. 2011 na Wayback Machine. | Mario Suárez 30' (pen.) Mata 40' | Swangard Stadium, Burnaby Počet diváků: 10 000 |

| 7. července 2007 14:15 PDT 21:15 UTC     |                                                     |                                   |                                                |
| Španělsko                                | 4 – 2                                               | Jordánsko                         | Swangard Stadium, Burnaby Počet diváků: 10 000 |
| Adrián López 29', 32', 38' Marquitos 79' | Report Archivováno 30. 12. 2011 na Wayback Machine. | Lo'ay Omran 48' Abdullah Deeb 56' | Swangard Stadium, Burnaby Počet diváků: 10 000 |

| 7. července 2007 14:15 PDT 21:15 UTC |                                                    |                             |                                                    |
| Uruguay                              | 0 – 2                                              | Zambie                      | Royal Athletic Park, Victoria Počet diváků: 11 500 |
|                                      | Report Archivováno 22. 7. 2011 na Wayback Machine. | Mulenga 22' (pen.) Kola 51' | Royal Athletic Park, Victoria Počet diváků: 11 500 |

### Skupina C
| Tým         | B | Z | V | R | P | VG | OG | +/- |
| ----------- | - | - | - | - | - | -- | -- | --- |
| Mexiko      | 9 | 3 | 3 | 0 | 0 | 7  | 2  | +5  |
| Gambie      | 6 | 3 | 2 | 0 | 1 | 3  | 4  | −1  |
| Portugalsko | 3 | 3 | 1 | 0 | 2 | 4  | 4  | 0   |
| Nový Zéland | 0 | 3 | 0 | 0 | 3 | 1  | 5  | −4  |

| 2. července 2007 14:15 EDT 18:15 UTC |                                                    |             |                                                       |
| Portugalsko                          | 2 – 0                                              | Nový Zéland | National Soccer Stadium, Toronto Počet diváků: 19 526 |
| Gama 45', 61' (pen.)                 | Report Archivováno 28. 7. 2012 na Wayback Machine. |             | National Soccer Stadium, Toronto Počet diváků: 19 526 |

| 2. července 2007 17:00 EDT 21:00 UTC |                                                    |                                            |                                                       |
| Gambie                               | 0 – 3                                              | Mexiko                                     | National Soccer Stadium, Toronto Počet diváků: 19 526 |
|                                      | Report Archivováno 1. 10. 2009 na Wayback Machine. | dos Santos 57' Moreno 67' J. Hernández 89' | National Soccer Stadium, Toronto Počet diváků: 19 526 |

| 5. července 2007 17:00 EDT 21:00 UTC |                                                    |            |                                                       |
| Nový Zéland                          | 0 – 1                                              | Gambie     | National Soccer Stadium, Toronto Počet diváků: 11 869 |
|                                      | Report Archivováno 27. 8. 2012 na Wayback Machine. | Jallow 22' | National Soccer Stadium, Toronto Počet diváků: 11 869 |

| 5. července 2007 19:45 EDT 23:45 UTC |                                                    |             |                                                       |
| Mexiko                               | 2 – 1                                              | Portugalsko | National Soccer Stadium, Toronto Počet diváků: 19 526 |
| dos Santos 48' (pen.) Barrera 66'    | Report Archivováno 28. 7. 2012 na Wayback Machine. | Antunes 89' | National Soccer Stadium, Toronto Počet diváků: 19 526 |

| 8. července 2007 17:15 EDT 21:15 UTC |                                                    |                                |                                                   |
| Portugalsko                          | 1 – 2                                              | Gambie                         | Olympijský stadion, Montreal Počet diváků: 28 402 |
| Condesso 20'                         | Report Archivováno 23. 8. 2010 na Wayback Machine. | Jallow 44' (pen.) Mansally 68' | Olympijský stadion, Montreal Počet diváků: 28 402 |

| 8. července 2007 15:15 MDT 21:15 UTC |        |                        |                                                     |
| Nový Zéland                          | 1 – 2  | Mexiko                 | Commonwealth Stadium, Edmonton Počet diváků: 29 792 |
| Pelter 89'                           | Report | Bermúdez 24' Mares 78' | Commonwealth Stadium, Edmonton Počet diváků: 29 792 |

### Skupina D
| Tým         | B | Z | V | R | P | VG | OG | +/- |
| ----------- | - | - | - | - | - | -- | -- | --- |
| USA         | 7 | 3 | 2 | 1 | 0 | 9  | 3  | +6  |
| Polsko      | 4 | 3 | 1 | 1 | 1 | 3  | 7  | –4  |
| Brazílie    | 3 | 3 | 1 | 0 | 2 | 4  | 5  | −1  |
| Jižní Korea | 2 | 3 | 0 | 2 | 1 | 4  | 5  | −1  |

| 30. června 2007 14:15 EDT 18:15 UTC |                                                   |          |                                                   |
| Polsko                              | 1 – 0                                             | Brazílie | Olympijský stadion, Montréal Počet diváků: 55 800 |
| Krychowiak 23'                      | Report Archivováno 4. 7. 2012 na Wayback Machine. |          | Olympijský stadion, Montréal Počet diváků: 55 800 |

| 30. června 2007 17:00 EDT 21:00 UTC |                                                   |             |                                                   |
| Jižní Korea                         | 1 – 1                                             | USA         | Olympijský stadion, Montréal Počet diváků: 55 800 |
| Shin 38'                            | Report Archivováno 6. 6. 2012 na Wayback Machine. | Szetela 17' | Olympijský stadion, Montréal Počet diváků: 55 800 |

| 3. července 2007 17:00 EDT 21:00 UTC            |                                                    |            |                                                   |
| USA                                             | 6 – 1                                              | Polsko     | Olympijský stadion, Montreal Počet diváků: 35 801 |
| Szetela 9' 51' Adu 20', 45+3', 85' Altidore 70' | Report Archivováno 27. 7. 2011 na Wayback Machine. | Janczyk 5' | Olympijský stadion, Montreal Počet diváků: 35 801 |

| 3. července 2007 19:45 EDT 23:45 UTC |                                                   |                   |                                                   |
| Brazílie                             | 3 – 2                                             | Jižní Korea       | Olympijský stadion, Montréal Počet diváků: 35 801 |
| Amaral 35' Pato 48', 59'             | Report Archivováno 6. 6. 2012 na Wayback Machine. | Shim 83' Shin 89' | Olympijský stadion, Montréal Počet diváků: 35 801 |

| 6. července 2007 19:45 EDT 23:45 UTC |                                                    |                   |                                                  |
| Brazílie                             | 1 – 2                                              | USA               | Frank Clair Stadium, Ottawa Počet diváků: 26 559 |
| Lima 64'                             | Report Archivováno 20. 7. 2012 na Wayback Machine. | Altidore 25', 81' | Frank Clair Stadium, Ottawa Počet diváků: 26 559 |

| 6. července 2007 19:45 EDT 23:45 UTC |                                                   |             |                                                   |
| Polsko                               | 1 – 1                                             | Jižní Korea | Olympijský stadion, Montreal Počet diváků: 34 912 |
| Janczyk 45'                          | Report Archivováno 6. 6. 2012 na Wayback Machine. | Lee 71'     | Olympijský stadion, Montreal Počet diváků: 34 912 |

### Skupina E
| Tým           | B | Z | V | R | P | VG | OG | +/- |
| ------------- | - | - | - | - | - | -- | -- | --- |
| Argentina     | 7 | 3 | 2 | 1 | 0 | 7  | 0  | +7  |
| Česko         | 5 | 3 | 1 | 2 | 0 | 4  | 3  | +1  |
| Severní Korea | 2 | 3 | 0 | 2 | 1 | 2  | 3  | −1  |
| Panama        | 1 | 3 | 0 | 1 | 2 | 1  | 8  | –7  |

| 30. června 2007 16:30 EDT 20:30 UTC |                                                   |        |                                                  |
| Severní Korea                       | 0 – 0                                             | Panama | Frank Clair Stadium, Ottawa Počet diváků: 26 559 |
|                                     | Report Archivováno 6. 6. 2012 na Wayback Machine. |        | Frank Clair Stadium, Ottawa Počet diváků: 26 559 |

| 30. června 2007 19:15 EDT 23:15 UTC |                                                    |       |                                                  |
| Argentina                           | 0 – 0                                              | Česko | Frank Clair Stadium, Ottawa Počet diváků: 26 559 |
|                                     | Report Archivováno 29. 8. 2011 na Wayback Machine. |       | Frank Clair Stadium, Ottawa Počet diváků: 26 559 |

| 3. července 2007 17:00 EDT 21:00 UTC |        |                          |                                                  |
| Česko                                | 2 – 2  | Severní Korea            | Frank Clair Stadium, Ottawa Počet diváků: 22 200 |
| Kalouda 56' Fenin 66'                | Report | Kim 12' Kwang 89' (pen.) | Frank Clair Stadium, Ottawa Počet diváků: 22 200 |

| 3. července 2007 19:45 EDT 23:45 UTC |                                                    |                                                          |                                                  |
| Panama                               | 0 – 6                                              | Argentina                                                | Frank Clair Stadium, Ottawa Počet diváků: 23 500 |
|                                      | Report Archivováno 30. 8. 2011 na Wayback Machine. | Moralez 20', 27' Zárate 23' Agüero 25', 62' di María 76' | Frank Clair Stadium, Ottawa Počet diváků: 23 500 |

| 6. července 2007 17:00 EDT 21:00 UTC |                                                   |              |                                                   |
| Česko                                | 2 – 1                                             | Panama       | Olympijský stadion, Montreal Počet diváků: 34 912 |
| Kalouda 79' Střeštík 82'             | Report Archivováno 1. 8. 2012 na Wayback Machine. | Barahona 84' | Olympijský stadion, Montreal Počet diváků: 34 912 |

| 6. července 2007 17:00 EDT 21:00 UTC |                                                    |               |                                                  |
| Argentina                            | 1 – 0                                              | Severní Korea | Frank Clair Stadium, Ottawa Počet diváků: 26 559 |
| Agüero 35'                           | Report Archivováno 29. 8. 2011 na Wayback Machine. |               | Frank Clair Stadium, Ottawa Počet diváků: 26 559 |

### Skupina F
| Tým       | B | Z | V | R | P | VG | OG | +/- |
| --------- | - | - | - | - | - | -- | -- | --- |
| Japonsko  | 7 | 3 | 2 | 1 | 0 | 4  | 1  | +3  |
| Nigérie   | 7 | 3 | 2 | 1 | 0 | 3  | 0  | +3  |
| Kostarika | 3 | 3 | 1 | 0 | 2 | 2  | 3  | −1  |
| Skotsko   | 0 | 3 | 0 | 0 | 3 | 2  | 7  | −5  |

| 1. července 2007 14:15 PDT 21:15 UTC |                                                   |              |                                                    |
| Japonsko                             | 3 – 1                                             | Skotsko      | Royal Athletic Park, Victoria Počet diváků: 11 500 |
| Morishima 43' Umesaki 57' Aoyama 79' | Report Archivováno 1. 8. 2012 na Wayback Machine. | Campbell 82' | Royal Athletic Park, Victoria Počet diváků: 11 500 |

| 1. července 2007 17:00 PDT 00:00 UTC |                                                    |           |                                                    |
| Nigérie                              | 1 – 0                                              | Kostarika | Royal Athletic Park, Victoria Počet diváků: 11 500 |
| Ideye 75'                            | Report Archivováno 19. 9. 2011 na Wayback Machine. |           | Royal Athletic Park, Victoria Počet diváků: 11 500 |

| 4. července 2007 17:00 PDT 00:00 UTC |                                                    |            |                                                    |
| Kostarika                            | 0 – 1                                              | Japonsko   | Royal Athletic Park, Victoria Počet diváků: 10 500 |
|                                      | Report Archivováno 24. 5. 2011 na Wayback Machine. | Tanaka 68' | Royal Athletic Park, Victoria Počet diváků: 10 500 |

| 4. července 2007 19:45 PDT 02:45 UTC |                                                    |               |                                                    |
| Skotsko                              | 0 – 2                                              | Nigérie       | Royal Athletic Park, Victoria Počet diváků: 10 500 |
|                                      | Report Archivováno 11. 8. 2010 na Wayback Machine. | Bala 49', 78' | Royal Athletic Park, Victoria Počet diváků: 10 500 |

| 7. července 2007 17:00 PDT 00:00 UTC |                                                    |         |                                                    |
| Japonsko                             | 0 – 0                                              | Nigérie | Royal Athletic Park, Victoria Počet diváků: 11 500 |
|                                      | Report Archivováno 1. 10. 2012 na Wayback Machine. |         | Royal Athletic Park, Victoria Počet diváků: 11 500 |

| 7. července 2007 17:00 PDT 00:00 UTC |                                                    |                            |                                                |
| Skotsko                              | 1 – 2                                              | Kostarika                  | Swangard Stadium, Burnaby Počet diváků: 10 000 |
| Reynolds 18'                         | Report Archivováno 24. 5. 2011 na Wayback Machine. | Herrera 57' McDonald 90+2' | Swangard Stadium, Burnaby Počet diváků: 10 000 |

### Žebříček týmů na třetích místech
| Sk. | Tým           | B | Z | V | R | P | VG | OG | +/- |
| --- | ------------- | - | - | - | - | - | -- | -- | --- |
| A   | Kongo         | 4 | 3 | 1 | 1 | 1 | 3  | 4  | −1  |
| B   | Uruguay       | 4 | 3 | 1 | 1 | 1 | 3  | 4  | −1  |
| C   | Portugalsko   | 3 | 3 | 1 | 0 | 2 | 4  | 4  | 0   |
| D   | Brazílie      | 3 | 3 | 1 | 0 | 2 | 4  | 5  | −1  |
| F   | Kostarika     | 3 | 3 | 1 | 0 | 2 | 2  | 3  | −1  |
| E   | Severní Korea | 2 | 3 | 0 | 2 | 1 | 2  | 3  | −1  |

## Play off
Vyřazovací fáze se hrála podle pravidla pro vytvoření pavouka play-off se 16 týmy, které postoupily z 6 skupin na fotbalových mistrovstvích.
|  | Osmifinále                        | Osmifinále                        |                         |       | Čtvrtfinále   | Čtvrtfinále   |                        |                        | Semifinále | Semifinále |  |  | Finále | Finále |
|  |                                   |                                   |                         |       |               |               |                        |                        |            |            |  |  |        |        |
|  | 11. července - Edmonton           |                                   |                         |       |               |               |                        |                        |            |            |  |  |        |        |
|  |                                   |                                   |                         |       |               |               |                        |                        |            |            |  |  |        |        |
|  | Rakousko                          | 2                                 |                         |       |               |               |                        |                        |            |            |  |  |        |        |
|  | Rakousko                          | 2                                 | 14. července - Toronto  |       |               |               |                        |                        |            |            |  |  |        |        |
|  | Gambie                            | 1                                 |                         |       |               |               |                        |                        |            |            |  |  |        |        |
|  | Gambie                            | 1                                 | Rakousko                | 2     |               |               |                        |                        |            |            |  |  |        |        |
|  | 11. července - Toronto            |                                   | Rakousko                | 2     |               |               |                        |                        |            |            |  |  |        |        |
|  |                                   | USA                               | 1                       |       |               |               |                        |                        |            |            |  |  |        |        |
|  | USA                               | USA                               | 1                       | 2     |               |               |                        |                        |            |            |  |  |        |        |
|  | USA                               |                                   | 18. července - Edmonton | 2     |               |               |                        |                        |            |            |  |  |        |        |
|  | Uruguay                           | 1                                 |                         |       |               |               |                        |                        |            |            |  |  |        |        |
|  | Uruguay                           | 1                                 | Rakousko                | 0     |               |               |                        |                        |            |            |  |  |        |        |
|  | 11. července - Burnaby            |                                   | Rakousko                | 0     |               |               |                        |                        |            |            |  |  |        |        |
|  |                                   | Česko                             | 2                       |       |               |               |                        |                        |            |            |  |  |        |        |
|  | Španělsko                         | Česko                             | 2                       | 4     |               |               |                        |                        |            |            |  |  |        |        |
|  | Španělsko                         | 14. července - Edmonton           |                         | 4     |               |               |                        |                        |            |            |  |  |        |        |
|  | Brazílie                          | 2                                 |                         |       |               |               |                        |                        |            |            |  |  |        |        |
|  | Brazílie                          | 2                                 | Španělsko               | 1 (3) |               |               |                        |                        |            |            |  |  |        |        |
|  | 11. července - Victoria           |                                   | Španělsko               | 1 (3) |               |               |                        |                        |            |            |  |  |        |        |
|  |                                   | Česko                             | 1 (4)                   |       |               |               |                        |                        |            |            |  |  |        |        |
|  | Japonsko                          | Česko                             | 1 (4)                   | 2 (3) |               |               |                        |                        |            |            |  |  |        |        |
|  | Japonsko                          |                                   | 22. července - Toronto  | 2 (3) |               |               |                        |                        |            |            |  |  |        |        |
|  | Česko                             | 2 (4)                             |                         |       |               |               |                        |                        |            |            |  |  |        |        |
|  | Česko                             | 2 (4)                             | Česko                   | 1     |               |               |                        |                        |            |            |  |  |        |        |
|  | 12. července - Edmonton           |                                   | Česko                   | 1     |               |               |                        |                        |            |            |  |  |        |        |
|  |                                   | Argentina                         | 2                       |       |               |               |                        |                        |            |            |  |  |        |        |
|  | Chile                             | Argentina                         | 2                       | 1     |               |               |                        |                        |            |            |  |  |        |        |
|  | Chile                             | 15. července - Olympijský stadion |                         | 1     |               |               |                        |                        |            |            |  |  |        |        |
|  | Portugalsko                       | 0                                 |                         |       |               |               |                        |                        |            |            |  |  |        |        |
|  | Portugalsko                       | 0                                 | Chile                   | 4     |               |               |                        |                        |            |            |  |  |        |        |
|  | 12. července - Ottawa             |                                   | Chile                   | 4     |               |               |                        |                        |            |            |  |  |        |        |
|  |                                   | Nigérie                           | 0                       |       |               |               |                        |                        |            |            |  |  |        |        |
|  | Zambie                            | Nigérie                           | 0                       | 1     |               |               |                        |                        |            |            |  |  |        |        |
|  | Zambie                            |                                   | 19. července - Toronto  | 1     |               |               |                        |                        |            |            |  |  |        |        |
|  | Nigérie                           | 2                                 |                         |       |               |               |                        |                        |            |            |  |  |        |        |
|  | Nigérie                           | 2                                 | Chile                   | 0     |               |               |                        |                        |            |            |  |  |        |        |
|  | 12. července - Toronto            |                                   | Chile                   | 0     |               |               |                        |                        |            |            |  |  |        |        |
|  |                                   | Argentina                         | 3                       |       | O třetí místo | O třetí místo |                        |                        |            |            |  |  |        |        |
|  | Argentina                         | Argentina                         | 3                       | 3     | O třetí místo | O třetí místo |                        |                        |            |            |  |  |        |        |
|  | Argentina                         | 15. července - Ottawa             | 15. července - Ottawa   | 3     |               |               | 22. července - Toronto | 22. července - Toronto |            |            |  |  |        |        |
|  | Polsko                            | 15. července - Ottawa             | 15. července - Ottawa   | 1     |               |               | 22. července - Toronto | 22. července - Toronto |            |            |  |  |        |        |
|  | Polsko                            | Argentina                         | 1                       | 1     | Rakousko      | 0             |                        |                        |            |            |  |  |        |        |
|  | 12. července - Olympijský stadion | Argentina                         | 1                       |       | Rakousko      | 0             |                        |                        |            |            |  |  |        |        |
|  |                                   | Mexiko                            | 0                       |       | Chile         | 1             |                        |                        |            |            |  |  |        |        |
|  | Mexiko                            | Mexiko                            | 0                       | 3     | Chile         | 1             |                        |                        |            |            |  |  |        |        |
|  | Mexiko                            |                                   |                         | 3     |               |               |                        |                        |            |            |  |  |        |        |
|  | Kongo                             | 0                                 |                         |       |               |               |                        |                        |            |            |  |  |        |        |
|  | Kongo                             | 0                                 |                         |       |               |               |                        |                        |            |            |  |  |        |        |

### Osmifinále
| 11. července 2007 17:45 MDT 23:45 UTC |        |           |                                                                               |
| Rakousko                              | 2 – 1  | Gambie    | Commonwealth Stadium, Edmonton diváci: 18 721 rozhodčí: Mohamed Benouza (ALG) |
| Prödl 45+1' Hoffer 81'                | Report | Gómez 69' | Commonwealth Stadium, Edmonton diváci: 18 721 rozhodčí: Mohamed Benouza (ALG) |

| 11. července 2007 19:45 EDT 23:45 UTC |                |            |                                                                                |
| USA                                   | 2 – 1 (prodl.) | Uruguay    | National Soccer Stadium, Toronto diváci: 19 526 rozhodčí: Ravšan Irmatov (UZB) |
| Cardaccio 87' (vl.) Bradley 107'      | Report         | Suárez 73' | National Soccer Stadium, Toronto diváci: 19 526 rozhodčí: Ravšan Irmatov (UZB) |

| 11. července 2007 20:15 PDT 03:15 UTC             |                |                           |                                                                         |
| Španělsko                                         | 4 – 2 (prodl.) | Brazílie                  | Swangard Stadium, Burnaby diváci: 10 000 rozhodčí: Martin Hansson (SWE) |
| Piqué 43' Javi García 84' Bueno 102' López 120+1' | Report         | Leandro Lima 39' Pato 41' | Swangard Stadium, Burnaby diváci: 10 000 rozhodčí: Martin Hansson (SWE) |

| 11. července 2007 20:15 PDT 03:15 UTC |                |                                    |                                                                                |
| Japonsko                              | 2 – 2 (prodl.) | Česko                              | Royal Athletic Park, Victoria diváci: 11 500 rozhodčí: Hernando Buitrago (COL) |
| Makino 22' Morishima 47' (pen.)       | Report         | Kúdela 74' (pen.) Mareš 77' (pen.) | Royal Athletic Park, Victoria diváci: 11 500 rozhodčí: Hernando Buitrago (COL) |

|                                        |       | Penaltový rozstřel                  |  |
| Yasuda Aoki Makino Morishima Kashiwagi | 3 – 4 | Fenin Kúdela Suchý Pekhart Okleštěk |  |

| 12. července 2007 16:45 EDT 20:45 UTC |        |                           |                                                                           |
| Zambie                                | 1 – 2  | Nigérie                   | Frank Clair Stadium, Ottawa diváci: 22 531 rozhodčí: Wolfgang Stark (GER) |
| Kola 33'                              | Report | Echiejile 3' Akabueze 57' | Frank Clair Stadium, Ottawa diváci: 22 531 rozhodčí: Wolfgang Stark (GER) |

| 12. července 2007 16:45 EDT 20:45 UTC |        |             |                                                                              |
| Argentina                             | 3 – 1  | Polsko      | National Soccer Stadium, Toronto diváci: 19 526 rozhodčí: Joel Aguilar (SLV) |
| di María 40' Agüero 46', 86'          | Report | Janczyk 33' | National Soccer Stadium, Toronto diváci: 19 526 rozhodčí: Joel Aguilar (SLV) |

| 12. července 2007 19:45 EDT 23:45 UTC           |        |       |                                                                           |
| Mexiko                                          | 3 – 0  | Kongo | Olympijský stadion, Montreal diváci: 40 204 rozhodčí: Viktor Kassai (HUN) |
| dos Santos 23' (pen.) Esparza 85' Barrera 90+4' | Report |       | Olympijský stadion, Montreal diváci: 40 204 rozhodčí: Viktor Kassai (HUN) |

| 12. července 2007 17:45 MDT 23:45 UTC |        |             |                                                                                      |
| Chile                                 | 1 – 0  | Portugalsko | Commonwealth Stadium, Edmonton diváci: 24 687 rozhodčí: Subkhiddin Mohd Salleh (MAS) |
| Vidal 45'                             | Report |             | Commonwealth Stadium, Edmonton diváci: 24 687 rozhodčí: Subkhiddin Mohd Salleh (MAS) |

### Čtvrtfinále
| 14. července 2007 14:15 EDT 18:15 UTC |                |              |                                                                                |
| Rakousko                              | 2 – 1 (prodl.) | USA          | National Soccer Stadium, Toronto diváci: 19 526 rozhodčí: Martin Hansson (SWE) |
| Okotie 43' Hoffer 105'                | Report         | Altidore 15' | National Soccer Stadium, Toronto diváci: 19 526 rozhodčí: Martin Hansson (SWE) |

| 14. července 2007 17:45 MDT 23:45 UTC |                |              |                                                                              |
| Španělsko                             | 1 – 1 (prodl.) | Česko        | Commonwealth Stadium, Edmonton diváci: 26 801 rozhodčí: Ravšan Irmatov (UZB) |
| Mata 110'                             | Report         | Kalouda 103' | Commonwealth Stadium, Edmonton diváci: 26 801 rozhodčí: Ravšan Irmatov (UZB) |

|                                        |       | Penaltový rozstřel         |  |
| Mata Adrián Valiente Javi García Piqué | 3 – 4 | Fenin Suchý Kúdela Pekhart |  |

| 15. července 2007 14:15 EDT 18:15 UTC                 |                |         |                                                                         |
| Chile                                                 | 4 – 0 (prodl.) | Nigérie | Olympijský stadion, Montreal diváci: 46 252 rozhodčí: Howard Webb (ENG) |
| Grondona 96' Isla 114' (pen.), 117' Vidangossy 120+2' | Report         |         | Olympijský stadion, Montreal diváci: 46 252 rozhodčí: Howard Webb (ENG) |

| 15. července 2007 19:45 EDT 23:45 UTC |        |        |                                                                                     |
| Argentina                             | 1 – 0  | Mexiko | Frank Clair Stadium, Ottawa diváci: 26 559 rozhodčí: Alberto Undiano Mallenco (ESP) |
| Moralez 45'                           | Report |        | Frank Clair Stadium, Ottawa diváci: 26 559 rozhodčí: Alberto Undiano Mallenco (ESP) |

### Semifinále
| 18. července 2007 17:45 MDT 23:45 UTC |        |                     |                                                                           |
| Rakousko                              | 0 – 2  | Česko               | Commonwealth Stadium, Edmonton diváci: 28 401 rozhodčí: Howard Webb (ENG) |
|                                       | Report | Mičola 4' Fenin 15' | Commonwealth Stadium, Edmonton diváci: 28 401 rozhodčí: Howard Webb (ENG) |

| 19. července 2007 19:45 EDT 23:45 UTC |        |                                      |                                                                                |
| Chile                                 | 0 – 3  | Argentina                            | National Soccer Stadium, Toronto diváci: 19 526 rozhodčí: Wolfgang Stark (GER) |
|                                       | Report | di María 12' Yacob 65' Moralez 90+3' | National Soccer Stadium, Toronto diváci: 19 526 rozhodčí: Wolfgang Stark (GER) |

### O 3. místo
| 22. července 2007 12:15 EDT 16:15 UTC |        |                |                                                                                |
| Rakousko                              | 0 – 1  | Chile          | National Soccer Stadium, Toronto diváci: 19 526 rozhodčí: Martin Hansson (SWE) |
|                                       | Report | Martínez 45+1' | National Soccer Stadium, Toronto diváci: 19 526 rozhodčí: Martin Hansson (SWE) |

### Finále
| 22. července 2007 15:15 EDT 19:15 UTC |        |                       |                                                                                          |
| Česko                                 | 1 – 2  | Argentina             | National Soccer Stadium, Toronto diváci: 19 526 rozhodčí: Alberto Undiano Mallenco (ESP) |
| Fenin 60'                             | Report | Agüero 62' Zárate 86' | National Soccer Stadium, Toronto diváci: 19 526 rozhodčí: Alberto Undiano Mallenco (ESP) |

## Vítěz
| Mistrovství světa ve fotbale hráčů do 20 let 2007 Argentina (6. titul) Sergio Romero • Federico Fazio • Emiliano Insúa • Gabriel Mercado • Éver Banega • Matías Cahais • Claudio Yacob • Matías Sánchez • Mauro Zárate • Sergio Agüero • Damián Escudero • Javier Hernán García • Germán Voboril • Leonardo Sigali • Alejandro Cabral • Alejandro Gómez • Maximiliano Moralez • Ángel Di María • Pablo Piatti • Lautaro Acosta • Bruno Centeno |